# Johan II Hoen de Cartils

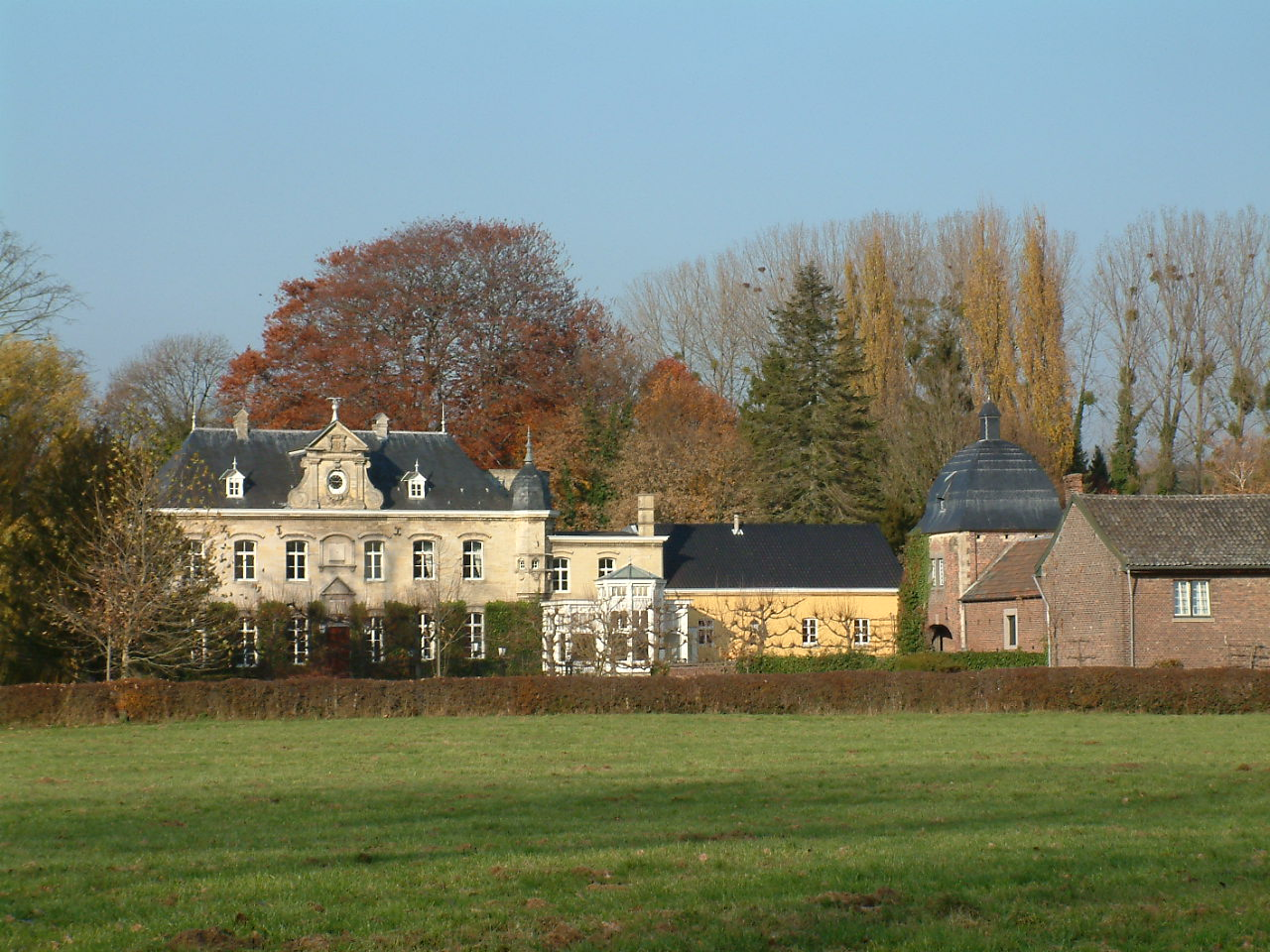
Kasteel Cartils

Johan II Hoen de Cartils ridder en baron van Cartils (1338-) uit het Huis Hoen. Hij was een zoon van Johan I Hoen de Cartils baron van Cartils (ca. 1310-) die ca. 1335 trouwde met Agnes van Busch (Grevenbroich, ca. 1311-)
Hij trouwde met een van naam onbekende vrouw en verkreeg met haar:
- Johan III Hoen de Cartils (ca. 1362-)
- Hendricus I Hoen de Cartils (ca. 1365-)
- Agnes I Hoen de Cartils (ca. 1368-)